# Calappa sulcata
Calappa sulcata Rathbun, 1898 è un crostaceo decapode appartenente alla famiglia Calappidae proveniente dall'oceano Atlantico.

## Distribuzione e habitat
È diffuso soprattutto nel golfo del Messico, dove vive fino a 200 m di profondità.

## Descrizione
Il carapace ha una superficie leggermente irregolare e una colorazione che può variare dal grigio al rossastro. Su di esso e sulle chele sono spesso presenti piccole macchie rosse.

## Alimentazione
È carnivoro e si nutre sia di molluschi (Fasciolaria), di cui rompe le conchiglie con le chele, che di altri crostacei.